# Luant

Luant este o comună în departamentul Indre, Franța. În 1 ianuarie 2022 avea o populație de 1.584 de locuitori.